# 홋타 마사야스 (1655년)
홋타 마사야스(堀田正休)는 고즈케 요시이 번주, 오미 미야가와 번 초대 번주를 지냈다. 홋타 종가 제3대 당주. 사쿠라번주 홋타 마사모리의 장손이자 동 번주 홋타 마사노부의 장남이자 에도 막부 다이로 홋타 마사토시의 조카이다.
| 전임 오쿠다이라 다다마사 | 요시이 번 번주 (홋타 가문) 1682년 ~ 1698년 | 후임 마쓰다이라 노부키요 |

|  | 제1대 오미 미야가와 번 번주 (홋타 가문) 1682년 ~ 1698년 | 후임 홋타 마사토모 |